# Цимбал Євген Васильович
Євге́н Васи́льович Ци́мбал  (нар. 5 вересня 1949 року, Єйськ, Краснодарський край, РРФСР) — радянський і російський кінорежисер, сценарист, актор. Володар Національної кінематографічної премії «Ніка» (2002, 2006), Премії Британської Академії Кіно і Телебачення.

## Біографія
Євген Цимбал родом з Краснодарського краю, з міста Єйськ. З дитинства любив кіно. У 1971 році закінчив історичний факультет Ростовського державного університету. Потім три роки пропрацював там же соціологом. У 1974 році повинен був захищати дисертацію. Відмовився доносити на сусіда-англійця, в результаті Євгену довелося покинути університет.
Перебрався до Москви, опинився на «Мосфільмі», де працював старшим адміністратором, асистентом режисера, другим режисером. Зокрема, Євгену Цимбалу довелося попрацювати асистентом у Андрія Тарковського на зйомках фільму «Сталкер».
У 1981 році відбувся дебют Євгена Цимбала на екрані: Микита Михалков дав невелику роль в фільмі «Рідня».
У 1984 році Євген Цимбал навчається на Вищих курсах сценаристів і режисерів, режисерське відділення, майстерня Ельдара Рязанова. У тому ж році метр надає йому ще одну можливість проявити свої акторські якості: у фільмі «Жорстокий романс», роль знову невелика. Надалі Євген Цимбал з'явився в епізодичних ролях ще в кількох відомих картинах — «Забута мелодія для флейти», «Повість непогашеного місяця» та «Сибірський цирульник» — однак акторська робота так і не стала його покликанням.
З 1988 року Євген Цимбал виступає вже самостійно як режисер-постановник «Мосфільму». У цьому ж році, в листопаді, Цимбал дебютує зі середньометражним фільмом «Захисник Сєдов» за повістю Іллі Звєрєва, відразу отримавши міжнародне визнання. На міжнародному кінофестивалі в Мангеймі картина отримує спеціальний приз журі та Премію FIPRESCI, а потім ще безліч нагород на фестивалях, а також нагороду Британської академії кіно і телебачення як найкращий короткометражний фільм року.
У 1989 році Євген Цимбал стажувався в США, в Санданс-Інституті (Кіношкола Роберта Редфорда). Потім поставив свій другий і на сьогодні останній ігровий фільм «Повість непогашеного місяця» (за книгою Бориса Пильняка), також удостоєний низки престижних кінонагород. Незабаром стався розпад Радянського Союзу і всієї системи кіновиробництва. Євген Цимбал прийняв непросте рішення піти у документалістику:

Проекти, які я пропонував пізніше — наприклад, «Привид Олександра Вольфа» по Г. Газданову, «Перше друге пришестя» по О. Слаповський, «Глуха пора листопада» по Ю. Давидову, «Двійники» за моїм власним сценарієм і деякі інші, — не зустріли інтересу продюсерів і Держкіно. Я хочу знімати фільми про розумних, інтелігентних людей, про трагічне зіткнення людини з історією, про етичні проблеми і складні почуття … Сьогодні затребуване кіно метушливе, напівбандицьке, хамське. Я ненавиджу все це і ні в чому подібному брати участь не хочу. Тому й пішов у документалістику. У документальному кіно намагаюся робити те, що не вдається в ігровому, і, сподіваюся, це цікаво не тільки мені.

У 1994 році стажувався і викладав в Скандинавському інституті Біскопс-Арне (Швеція). Як режисер-документаліст Євген Цимбал зняв фільми про Дзигу Вертова (Дзига і його брати, 2002, «Ніка» за найкращий неігровий фільм), Андрія Тарковського, Олександр Кайдановський (Сни сталкера, 1998)
Член правління Російського Товариства правовласників у аудіовізуальній сфері (Российского Общества Правообладателей в аудиовизуальной сфере — РОПАС).
Також працює на телебаченні. Автор ряду статей і досліджень з питань історії, історії кіно та літератури.

## Громадянська позиція
У березні 2014 року разом з понад 200 іншими російськими кінематографістами Євген Цимбал підписався під зверненням до українських колег зі словами підтримки і запевненнями, що вони не вірять офіційній пропаганді Кремля, яку поширюють провладні ЗМІ та проти російської військової інтервенції в Україну.

## Вибрана фільмографія
Актор:
1. 1998 — Сибірський цирульник — епізод
2. 1987 — Забута мелодія для флейти — епізод (немає в титрах)
3. 1984 — Жорстокий романс — Єгор, матрос
4. 1983 — Іона, або Художник за роботою (Короткометражний)
5. 1981 — Рідня — епізод

Режисер:
1. 2009 — Зупинений час (документальний)
2. 2006 — Червоний Сіон (документальний)
3. 2005 — Зощенко і Олеша: подвійний портрет в інтер'єрі епохи (документальний, премія «Ніка»)
4. 2002 — Дзига і його брати (документальний, премія «Ніка»)
5. 1999 — Звичайний більшовизм (документальний)
6. 1997 — Щоб пам'ятали... (документальний)
7. 1997 — Олександр Кайдановський | Фільм 29
8. 1990 — Повість непогашеного місяця
9. 1988 — Захисник Сєдов (короткометражний)
10. 1983 — У пошуках виходу (кіноальманах)
11. 1983 — Реквієм по філею